# Soudný den (film, 2008)
Soudný den (v anglickém originále Doomsday) je britsko-německo-americko-jihoafrický akční film z roku 2008. Režisérem filmu je Neil Marshall. Hlavní role ve filmu ztvárnili Rhona Mitra, Bob Hoskins, Malcolm McDowell, Alexander Siddig a David O’Hara.

## Obsazení
| Rhona Mitra         | Eden Sinclair   |
| Bob Hoskins         | Bill Nelson     |
| Malcolm McDowell    | Marcus Kane     |
| Alexander Siddig    | John Hatcher    |
| David O’Hara        | Michael Canaris |
| Craig Conway        | Sol             |
| Lee-Anne Liebenberg | Viper           |
| Sean Pertwee        | Dr. Talbot      |